# Parafia Nawiedzenia Najświętszej Maryi Panny w Będzinie
Parafia Nawiedzenia Najświętszej Maryi Panny w Będzinie – rzymskokatolicka parafia, położona w dekanacie będzińskim, diecezji sosnowieckiej, metropolii częstochowskiej w Polsce. Utworzona w 1981 roku. Obsługiwana jest przez księży diecezjalnych.